# Iron Bydgoszcz
KS Iron Bydgoszcz – bydgoski klub sportowy założony w 1927 roku. Przez 8 sezonów (1929-1936) piłkarze tego klubu grali w klasie C Pomorskiego Związku Okręgowego Piłki Nożnej. W 1936 roku połączył się z Brdą Bydgoszcz

## Historia
Klub założono 16 marca 1927 roku. Pierwszym prezesem klubu został Szczepan Wójcik. Zebrania klubowe odbywały się w restauracji "Złoty Róg" na rogu ulic Grunwaldzkiej i Chełmińskiej. Swój pierwszy mecz KS Iron rozegrał w kwietniu z KS Tęcza Bydgoszcz, przegrywając  3:1. 19 kwietnia 1930 roku KS Iron połączył się z KS Ruch Bydgoszcz, pozostając przy nazwie KS Iron. W 1936 roku KS Iron dołączył do Brdy Bydgoszcz.